# بررا (تگزاس)
بررا (به انگلیسی: Barrera) یک منطقهٔ مسکونی در ایالات متحده آمریکا است که در تگزاس واقع شده‌است. بررا براساس سرشماری سال ۲۰۱۰ میلادی ۱۰۸ نفر جمعیت داشته است.